# Диаграма на Херцшпрунг – Ръсел
В звездната астрономия, диаграмата на Херцшпрунг – Ръсел (съкращавана като Х-Р диаграма) показва математическата връзка между абсолютната величина, светимостта, спектралния клас и повърхностната температура на една звезда. Х-Р диаграмата се състои от две равни части. Едната част е тази на наблюдателя. Тя изчертава цвета на звездата на едната ос и абсолютната звездна величина на другата. Тези две величини могат да се добият чрез наблюдение. Другата част е тази на теоретика. При нея на едната ос се нанася температурата, а на другата светимостта на звездата. Тези две величини могат да се добият чрез компютърно моделиране.
Х-Р диаграмата се използва за да се определят различните типове звезди и за съгласуване на теоретичните предсказания за еволюцията на звездите, добити чрез компютърно моделиране с наблюденията на реални звезди.
Изследванията върху диаграмата показват, че звездите са склонни да се групират към определени места, наречени последователности. Най-преобладаващ е диагоналът отиващ от горещите и ярки към по-студените и по-малко ярки звезди. Този диагонал се нарича Главна последователност. Под главната последователност се намират звезди известни като бели джуджета, а над нея – червени гиганти и свръхгиганти.
Диаграмата е създадена през 1910 г. от Ейнар Херцшпрунг и Хенри Ръсел. Тя представлява голяма стъпка към разбирането на звездната еволюция.

## Разновидности
Има няколко разновидности на диаграмата, а номенклатурата им не е точно дефинирана. Всички форми, обаче, спазват един и същ модел: звездите с по-голяма светимост са в горната част на диаграмата, докато звездите с по-голяма повърхностна температура са в лявата ѝ част.
Първоначалната диаграма показва спектралния тип на звездите върху хоризонталната ос и абсолютната звездна величина върху вертикалната ос. Спектралния тип не е изброима величина, но последователността на спектралните типове е монотонна функция, която отразява звездната повърхностна температура. Съвременните разновидности на диаграмата заменят спектралния тип с показател на цвета. Този тип на диаграмата често се използва от наблюдатели. В случаите, когато звездите се намират на еднакво разстояние (например в звезден куп), тази диаграма се използва за описване на звездите в купа с графика, при която вертикалната ос е видимата звездна величина на звездите. За звездите в купове съществува адитивна постоянна разлика между техните видими и абсолютни величини, наречена модул на разстоянието.
Друга разновидност на диаграмата нанася ефективната повърхностна температура на звездата върху едната ос и светимостта на звездата върху другата ос, почти винаги в логаритмична скала. Теоретичните изчисления на звездните еволюция и строеж създават графики, които съвпадат с тези от наблюденията. Една от характеристиките на тази разновидност на диаграмата на Херцшпрунг – Ръсел е, че температурата се изобразява от висока към ниска, което спомага за сравняването на тази разновидност с другата.
Въпреки че двете форми на диаграмата са подобни, астрономите правят рязко разграничение между двете. Причината за това е, че точното преобразуването от едната в другата не е тривиално. При преобразуване между повърхностна температура и цвят е нужна цвят-температурна зависимост, която е трудна за установяване. Когато се преобразува между светимост или абсолютна болометрична величина и видима или абсолютна видима величина, е нужна болометрична корекция, която може да идва или не от същия източник като цвят-температурната величина. Нужно е, също така, да се знае разстоянието до наблюдаваните обекти (модул на разстоянието) и влиянието на междузвездното поглъщане върху цвета и видимата величина.